# Hassiacosuchus haupti
Hassiacosuchus haupti è un rettile estinto appartenente ai coccodrilli. Visse nell'Eocene medio (circa 45 milioni di anni fa) e i suoi resti fossili sono stati ritrovati in Europa.

## Descrizione
Questo animale era piuttosto piccolo se raffrontato alle forme attuali, e la lunghezza non doveva superare il metro. L'aspetto doveva essere assai simile a quello di un odierno alligatore, ma le peculiarità di Hassiacosuchus risiedeva nella dentatura: i denti anteriori erano relativamente appuntiti e allungati, come quelli dei tipici coccodrilli, mentre quelli posteriori erano insolitamente arrotondati e a punta ottusa. 

## Classificazione
Hassiacosuchus è considerato un rappresentante della sottofamiglia degli alligatorini (Alligatorinae) nella famiglia degli alligatoridi. In particolare, sembra che Hassiacosuchus occupi una posizione basale all'interno del gruppo, e potrebbe essere affine ad altre forme come Ceratosuchus e Allognathosuchus. In particolare, quest'ultima forma è stata spesso confusa con Hassiacosuchus, ma studi recenti (Brochu, 2004) hanno confermato la distinzione tra i due generi.
Hassiacosuchus haupti è stato descritto per la prima volta nel 1935 da K. Weitzel, sulla base di resti provenienti dal giacimento di Messel; successivamente, nel 1941, un'altra specie proveniente dal Nordamerica è stata attribuita allo stesso genere (H. kayi), ma studi successivi hanno determinato l'appartenenza a Procaimanoidea, un altro genere di alligatori primitivi.

## Paleoecologia
Numerosi resti di Hassiacosuchus sono stati ritrovati nel famoso sito fossilifero di Messel, in Germania; in questo ambiente lacustre vissero numerosi altri coccodrilli, ognuno con una diversa specializzazione (Boverisuchus, Asiatosuchus, Diplocynodon, Baryphracta). Hassiacosuchus, a causa della sua dentatura particolare, è ritenuto una forma che poteva nutrirsi anche di animali con gusci duri, come i molluschi.